# Craig L. Thomas
Craig Lyle Thomas (ur. 17 lutego 1933 w Cody, Wyoming, zm. 4 czerwca 2007 w Bethesda, Maryland) – amerykański polityk, senator ze stanu Wyoming (wybrany w 1994, 2000 i 2006), członek Partii Republikańskiej. W latach 1989–1995 zasiadał w Izbie Reprezentantów.
Craig L. Thomas zdobył trzecią kadencję w wyborach, które odbyły się 7 listopada 2006. Jego przeciwnikiem z Partii Demokratycznej był Dale Groutage. Thomas pokonał go stosunkiem głosów 70% do 30%.
Dwa dni po wyborach badania medyczne wykryły u Thomasa białaczkę. Zmarł 4 czerwca 2007 w Bethesda w stanie Maryland, w wyniku komplikacji spowodowanych tą chorobą. Opróżniony fotel senatora I klasy obsadził gubernator stanu Wyoming Demokrata Dave Freudenthal. Zgodnie z obowiązującym w tym stanie prawem, gubernator wybiera senatora spośród trzech kandydatów zaproponowanych przez stanowe kierownictwo partii dotychczasowego senatora (w tym przypadku Partia Republikańska). Gubernator Freudenthal wybrał stanowego senatora John Barrasso (zaprzysiężony 25 czerwca 2007). Wybory uzupełniające (special election) odbędą się w listopadzie 2008, a wybrany wtedy senator sprawować urząd będzie cztery lata (bowiem to w 2013 kończy się kadencja senatorów I klasy, jakim był Thomas). Co ciekawe w 2008 w Wyoming odbędą się wybory dwóch senatorów, ponieważ kończy się kadencja senatora II klasy Mike Enzi.